# David Harrison (cestista 1975)
David Harrison (Louisville, 15 dicembre 1975) è un ex cestista e allenatore di pallacanestro statunitense.

## Carriera
Esce dalla Campbellsville University nel 1999, dove in due anni ha prodotto rispettivamente 25 e 27,1 punti a partita.
La sua prima esperienza fuori dal college è in Polonia, allo Czarni Słupsk, seguita da alcune parentesi nei campionati statunitensi USBL e CBA. È proprio in quest'ultima lega che, con i Rockford Lightning, con 28,1 punti a gara fa registrare la miglior media realizzativa dell'intera CBA 2002-2003.
Dopo una puntata in Libano, Harrison viene ingaggiato dai Crabs Rimini in Legadue, ma l'arrivo di Rodney Monroe a stagione in corso (incentivato anche da un infortunio alla caviglia dello stesso Harrison che lo tiene fuori per due mesi) lo tiene spesso in tribuna a causa del regolamento sul numero di extracomunitari a referto. Il suo high score è stato di 33 punti contro Ferrara, tuttavia la sua regular season è stata chiusa a 9,3 punti di media.
Ritorna per un periodo agli Oklahoma Storm, quindi gioca una stagione e mezzo nel massimo campionato francese Pro A dividendosi fra Le Havre, Rouen e Besançon. Continua la sua carriera in giro per il mondo, con tante parentesi tra Stati Uniti, Messico, Argentina, Venezuela, Ungheria, Honduras, Colombia e Canada.

## Palmarès
- Campione CBA (2000)